# Округ Либерец
Округ Либерец (чеш. Okres Liberec) је округ у Либеречком крају, у Чешкој Републици. Административно средиште округа је град Либерец.

## Становништво
Према подацима о броју становника из 2012. године округ је имао 170.702 становника.